# 圣嘉禄堂 (博洛尼亚)
圣嘉禄堂（Oratorio di San Carlo）是一座巴洛克风格的祈祷厅，位于意大利艾米利亚-罗马涅大区博洛尼亚纳维格里奥门街（Strada Porto Naviglio）的城门圣嘉禄堂（San Carlo al Porto）内。

## 历史
1466年，围绕此处的一件圣像，成立了天堂圣母善会（Santa Maria del Paradiso）。1612年，改名为圣嘉禄·鲍荣茂善会。教堂建于1667年。他们聘请画家贾科莫·弗里尼为天花板画湿壁画。中央的湿壁画描绘了《圣嘉禄的神魂超拔与圣母》。由乔瓦尼·巴蒂斯塔·博洛格尼尼完成了一系列反映圣嘉禄生平的徽章。
拿破仑入侵后，该堂被关闭，直到1833年重新开放。1896年，房产归属慈幼會。它在1906年进行了修复。
在1944年1月29日盟军轰炸之后，该堂是这个社区为数不多的完好无损的建筑之一，现在用于文化活动。
博洛尼亚的另一个类似的巴洛克圣堂是圣斐理伯·内利堂（Oratorio di San Filippo Neri）。